# 2270 Yazhi
2270 Yazhi је астероид главног астероидног појаса са средњом удаљеношћу од Сунца која износи 3,160 астрономских јединица (АЈ).
Апсолутна магнитуда астероида је 10,9.